# Megachile aurorea
Megachile aurorea là một loài Hymenoptera trong họ Megachilidae. Loài này được Friese mô tả khoa học năm 1917.